# Casa de Palancas Norte
La Casa de Palancas Norte, también denominada Casa de Palancas Naya, es un enclavamiento ferroviario perteneciente a la estación de Zarandas-Naya. La instalación se encuentra situada en el municipio español de Minas de Riotinto, en la provincia de Huelva, región autónoma de Andalucía. Actualmente el enclavamiento se mantiene operativo como parte de las infraestructuras de cambio y cruzamiento del ferrocarril de Riotinto.

## Historia
El enclavamiento fue construido hacia 1881 para gestionar el creciente tráfico de la línea férrea Huelva-Riotinto, inaugurada seis años antes. En principio solo se encargó de los trenes de la vía general, ya fueran a Huelva o hacia Río Tinto-Estación, aunque después también gestionó el tráfico procedente del túnel n.º 16 (Naya) y todo el movimiento que se producía en la cercana zona industrial (fundición, trituradora, lavadoras, etc). Debido a este uso múltiple de la casa de palancas, la planta superior del edificio tiene visión de 360°. Esto contrasta con lo que ocurría en los otros enclavamientos que se construyeron en el resto del ferrocarril hasta Huelva, que solo tenían una visión de ciento ochenta grados —es decir, enfocada hacia la vía general—.
El ferrocarril de Riotinto se mantuvo operativo durante un siglo, hasta su clausura en febrero de 1984. La Casa de Palancas de Naya fue restaurada por la Fundación Río Tinto dentro del programa de recuperación del ferrocarril de Riotinto, después de años de abandono y degradación. Los trabajos fueron emprendidos en 2004. Actualmente la instalación se mantiene en buen estado de conservación y está operativa para los cambios de aguja.